# ミライナイト
「ミライナイト」は、佐藤聡美の楽曲。moyuが作詞、KEYTAROが作曲を手掛けた。佐藤のメジャーデビューシングルとして2014年2月26日にスターチャイルドから発売された。

## 背景
本曲は、テレビアニメ『生徒会役員共*』のエンディングテーマに起用された。制作に際しスタッフから好きな曲に関する質問がされたため無意識にバンドサウンドの曲やアーティストを列挙したリストを作成し、これを基に制作が進められた。
レコーディング時は歌詞の世界観を基に高校生の佐藤が主人公という設定の脳内PVを作成し、これを基に収録したという。そのため歌う際は自身の心情を込めながら行なったという。ちなみに脳内PVを作成しながらレコーディングする手法は本人名義でCDを発売する以前から行なっており、その時は自身の演じるキャラクターを出演させていたという。なお議論を深めたり歌い方を試行錯誤するなどしたため収録時間が割と長かったことを明かしている。

## 音楽性
春の匂いや風を漂わせる、音楽に対する心境の変化を歌ったさわやかでライブを思わせる躍動的な曲に仕上がっている。そのためサビにもライブで盛り上がることを意識したフレーズである「オーライ」が入れられており、歌詞は物事を始めたり迷っている人を応援する内容になっている。
PVは、草や木が生い茂った室内をイメージしているためかオウムが登場している。

## シングルリリース
2014年2月26日にスターチャイルドから発売された。佐藤のシングルとしては2012年6月6日に「ラジオ☆聡美はっけん伝! テーマCD 2012」をリリースしているが、メジャーでは初のリリースとなる。
初回限定盤（KICM-93275）と通常盤（KICM-3275）の2種リリースで、初回限定盤には本曲のPVを収録したDVDが同梱されている。
2曲目「Brave Morning!!」は、ギターソロや手拍子を盛り込むなど、全体的にライブ意識した内容になっており、歌詞中にも12月8日に新宿スクウェアガーデンで開催されたアーティストデビュー発表イベントを彷彿とさせるフレーズが散りばめられている。

## シングル収録内容
| #         | タイトル                                 | 作詞      | 作曲      | 編曲       | 時間  |
| --------- | ---------------------------------------- | --------- | --------- | ---------- | ----- |
| 1.        | 「ミライナイト」                         | moyu      | KEYTARO   | Coral Echo | 4:08  |
| 2.        | 「Brave Morning!!」                      | エンドウ. | エンドウ. | エンドウ.  | 4:02  |
| 3.        | 「ミライナイト（instrumental ver.）」    |           |           |            | 4:07  |
| 4.        | 「Brave Morning!!（instrumental ver.）」 |           |           |            | 4:00  |
| 合計時間: | 合計時間:                                | 合計時間: | 合計時間: | 合計時間:  | 16:18 |

| #  | タイトル                         | 作詞 | 作曲・編曲 | 時間 |
| -- | -------------------------------- | ---- | ---------- | ---- |
| 1. | 「ミライナイト ＜MUSIC VIDEO＞」 |      |            | 4:17 |

## チャート
| チャート（2014年）                | 最高位 |
| --------------------------------- | ------ |
| オリコン                          | 39     |
| Billboard JAPAN Hot Singles Sales | 41     |
| Billboard JAPAN Hot Animation     | 16     |